# Kirchenruine St. Peter

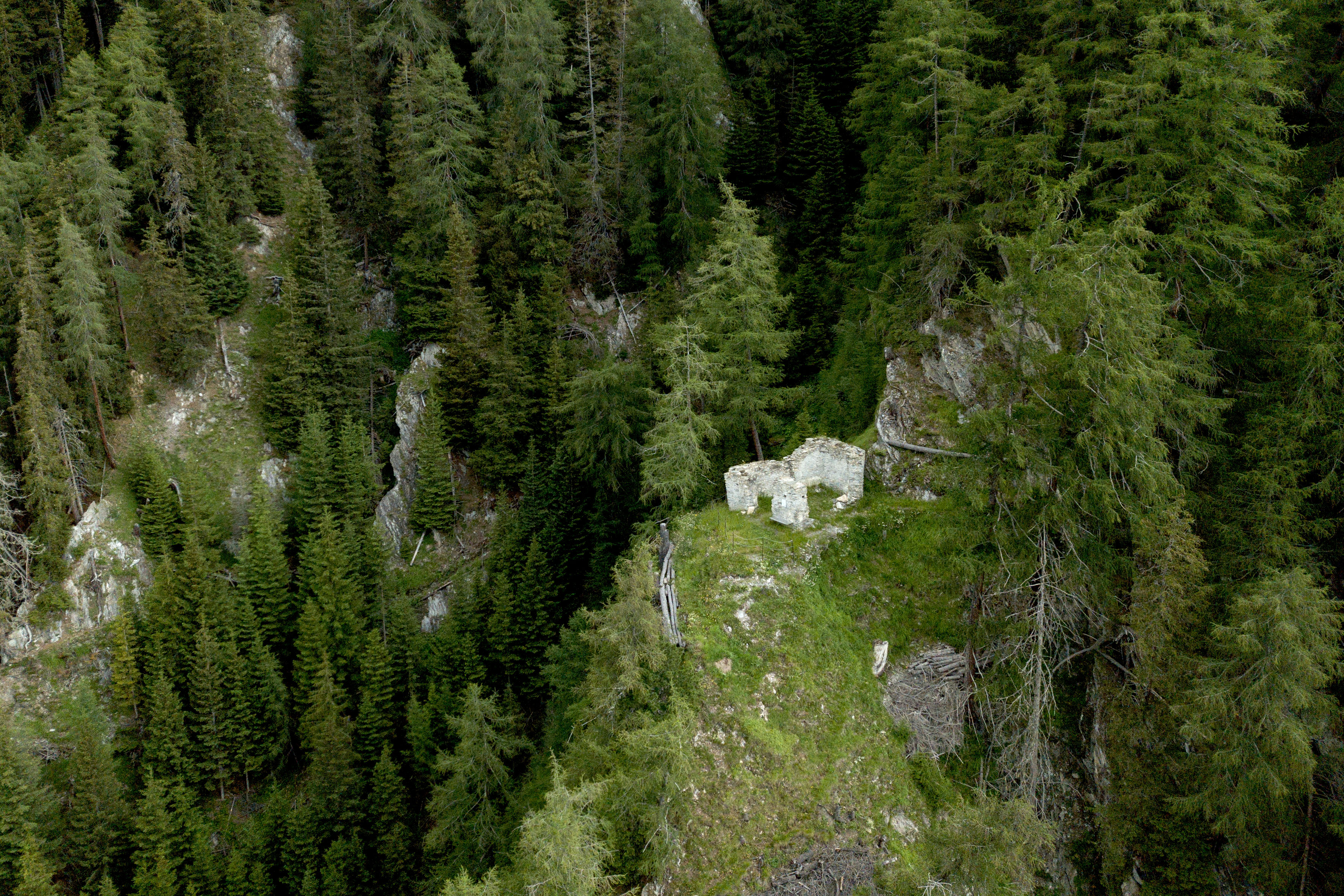
Kirchenruine St. Peter

Die Kirchenruine St. Peter ist die Ruine einer römisch-katholischen Kirche im Ort Burg in der Gemeinde Kals am Großglockner. Die Kirche war dem heiligen Petrus geweiht und ist eines der 14 denkmalgeschützten Objekte in Kals am Großglockner.

## Lage
Die Kirchenruine St. Peter liegt auf einem Felsplateau, dem sogenannten „Köfele“, hoch über dem Ort Burg in der Gemeinde Kals am Großglockner. Sie befindet sich in einer Höhe von 1695 Metern, westlich des Geierspitz und des Greibichl, den westlichen Ausläufer des Figerhorns.

## Geschichte
Über das Datum der Errichtung der Kirche St. Peter ist nichts überliefert. Vermutlich wurde sie im 16. Jahrhundert auf den Fundamenten eines Vorgängerbaus oder einer heidnischen Kultstätte errichtet. Eine erste urkundliche Nennung der Kirche gibt es im Jahr 1609, als sie als Zukirche und 1614 in einem Visitationsprotokoll genannt wird. Im Zuge der Josephinischen Reformen wurde die Kirche gesperrt, bereits 1794 jedoch wieder eröffnet. 1814 erfolgten Renovierungsarbeiten. Nach einem Brand im 19. Jahrhundert in der Folge eines Blitzschlages wurde die Kirche dem Verfall preisgegeben.
Bis 1825 war die Kirche St. Peter ein beliebtes Wallfahrtsziel. Bereits für 1676 ist der Kreuzgang zur Peterskirche am Florianitag urkundlich überliefert. Am 22. Februar und am 1. August wurden Messen für die Verschonung vor Wetterschäden gelesen.
Auf private Initiative und Kosten wurde die Ruine mit Hilfe des Bundesdenkmalamts bis 2016 renoviert.

## Bauwerk
Die Kirche St. Peter war ein kleiner Sakralbau mit annähernd quadratischem Grundriss und einem leicht asymmetrischen polygonalen Chor. Das aufgehende Mauerwerk ist mit Ausnahme der Südwand bis in rund 2,5 Metern Höhe erhalten und wurde aus plattigen Feldsteinen errichtet. Im Inneren des polygonalen Chors sind auf vereinzelten Putzresten rötliche Farbspuren erhalten. Ein aus der zweiten Hälfte des 16. Jahrhunderts aus der Kirche stammendes Tuffstein-Fragment mit dem Wappen der Familie von Graben befindet sich in Privatbesitz. Von dem Inventar der Peterskirche ist lediglich ein als Brautschlitten verwendeter Betschemel erhalten. Er befindet sich im Heimatmuseum der Gemeinde Kals am Großglockner.